# Тактическое ракетное вооружение
Корпорация «Тактическое ракетное вооружение» (КТРВ) — российская корпорация, являющаяся одним из крупнейших производителей вооружений.
Корпорация является крупнейшим в России холдингом — разработчиком и поставщиком противокорабельных, противорадиолокационных и многоцелевых ракет, предназначенных для оснащения авиационных, корабельных и береговых ракетных комплексов тактического назначения. Всего в корпорацию входят 39 предприятий.
Из-за вторжения России на Украину, корпорация находится под международными санкциями Евросоюза, США, Великобритании и ряда других стран

## История
Создана на базе ГНПЦ «Звезда-Стрела» в рамках реализации ФЦП «Реформирование и развитие оборонно-промышленного комплекса (2002—2006 годы)» и указа президента РФ № 84 от 24 января 2002 года.
Штаб-квартира компании расположена в Московской области, г. Королёв.

## Структура

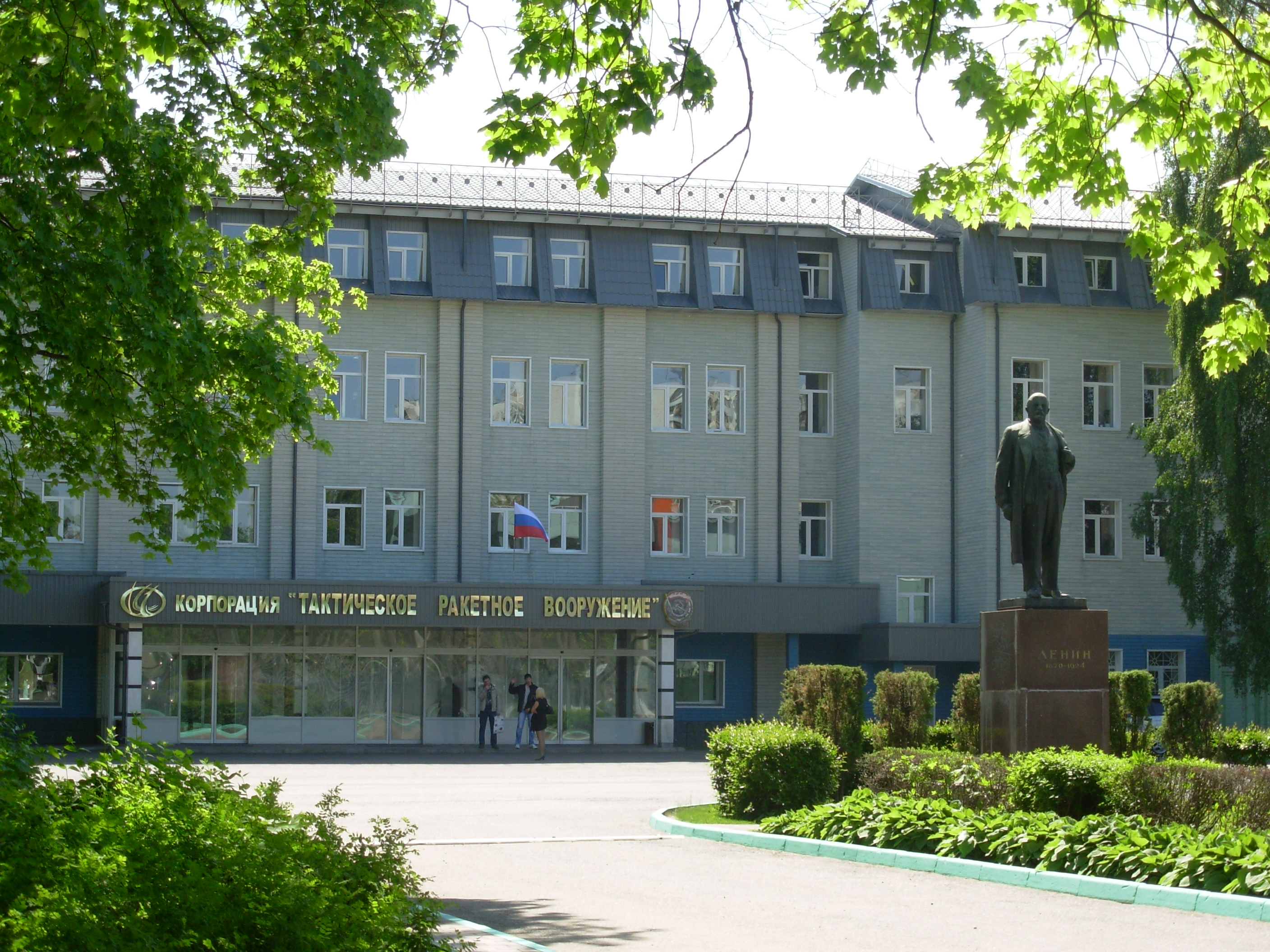
Проходная предприятия «Тактическое ракетное вооружение», Королёв, Московская область, 2011

13 марта 2002 года вышло постановление Правительства Российской Федерации № 149 (О создании открытого акционерного общества «Корпорация „Тактическое ракетное вооружение“»). В неё, кроме ГНПЦ «Звезда-Стрела», вошли государственные предприятия Омский завод «Автоматика», машиностроительное конструкторское бюро «Искра», Уральское проектно-конструкторское бюро «Деталь», завод «Красный гидропресс», а также Тураевское машиностроительное конструкторское бюро «Союз».
Указы президента РФ № 591 от 9 мая 2004 года, № 930 от 20 июля 2007 года и № 1443 от 27 октября 2012 года значительно расширили состав корпорации, и в настоящее время в неё (кроме головного) входят:
- АО «Авангард» (Лидирующее предприятие в области композитных материалов) (г. Сафоново)
- АО «ГосМКБ „Вымпел“ им. И. И. Торопова» (г. Москва);
- АО «ГосМКБ «Радуга» им. А. Я. Березняка» (г. Дубна);
- АО ГНПП «Регион» (г. Москва);
- АО ПО «Азовский оптико-механический завод» (г. Азов);
- АО «Горизонт» (г. Москва);
- АО Уральское проектно-конструкторское бюро «Деталь» (г. Каменск-Уральский);
- АО «МКБ „Искра“ им. И. И. Картукова» (г. Москва);
- АО «Красный гидропресс» (г. Таганрог);
- АО «КБ машиностроения» (г. Москва);
- АО «Смоленский авиационный завод» (г. Смоленск);
- АО «Салют» (г. Самара);
- АО Тураевское МКБ «Союз» (г. Лыткарино);
- АО «НИЦ АСК» (г. Москва);
- АО АНПП «ТЕМП АВИА» (г. Арзамас);
- АО «ГосНИИ машиностроения» (г. Дзержинск);
- АО РКБ «Глобус» (г. Рязань):
- АО «ЦКБА» (Объединенное с омским заводом «Автоматика» в 2010 г.) (г. Омск);
- ООО Торговый дом «Звезда-Стрела» (г. Таганрог);
- НТК «Техника» (Нижний Новгород);
- Военно-промышленная корпорация «НПО машиностроения» с сохранением иерархии подчинения внутри предприятий корпорации «НПО машиностроения» (города Реутов, Оренбург, Миасс, Пермь, Сафоново);
- ПАО «Салют» (Самара)[4];
- ООО «ТРВ-инжиниринг»;
- 711 авиационный ремонтный завод;
- АО "Арзамасский приборостроительный завод им. П.И. Пландина" (Арзамас);
- ООО «Таганрогский литейный завод».

Вхождение Военно-промышленной корпорации «НПО машиностроения» выполнено на основании указа президента РФ от 27 октября 2012 года № 1443 на условиях передачи находившихся в федеральной собственности 100 % минус 1 акция головной организации ОАО ВПК «НПО машиностроения» в качестве вклада в уставной капитал «Тактического ракетного вооружения» к 27 мая 2014 года.
С 2015 года в холдинг входит АО «Концерн „Морское подводное оружие — Гидроприбор“».
С 2019 года указом президента России от 10 февраля 2018 года в состав холдинга вошло АО «Концерн „Гранит-Электрон“».

## Деятельность
Разработка и производство авиабомб и ракет: ГМКБ «Вымпел» (ракеты «воздух — воздух»), ГМКБ «Радуга» (стратегические крылатые ракеты), ГНПП «Регион» (управляемые бомбы), ОКБ «Звезда» и др.
Экспериментальная отработка и изготовление опытных образцов гироскопических приборов и систем для ракетно-космической, авиационной, судостроительной и других видов техники военного и двойного назначения («Научно-производственное объединение электромеханики»).

### Показатели деятельности
Выручка компании в 2007 году составила 28,4 млрд руб. (в 2006 году — 18,7 млрд руб.), из них 56,5 % составила выручка от экспорта. Чистая прибыль за указанный период составила 3 млрд руб. (в 2006 году — 1,5 млрд руб.). В 2018 году объем выручки составил около 230 млрд руб., чистая прибыль — 28 млрд руб.
Выпуск товарной продукции
Для Минобороны России: 146 Х-31, 55 Х-35 в 2009, 75 Х-31 и 57 Х-35 в 2010.
На экспорт поставлено 67 Х-31 и 17 Х-35 в 2009 и 64 Х-31, 24 Х-35 в 2010.
Информация о выпуске каких-либо других ракет за 2009—2010 год в отчёте КТРВ не содержится.

## Санкции
С 8 апреля 2022 года корпорация включена в санкционный список стран Евросоюза, так как «оружие производства корпорации использовалось Россией во время неспровоцированной военной агрессии против Украины в 2022 году, следовательно, она несет ответственность за материальную или финансовую поддержку действий, которые подрывают или угрожают территориальной целостности, суверенитету и независимости Украины». 24 февраля 2022 года, корпорация включена в санкционный список Канады «за роль в обеспечении или поддержке неспровоцированного и неоправданного вторжения России в Украину». 1 апреля 2022 года корпорация была включена в санкционные списки США за приобретение запрещенной экспортными ограничениями продукции.
По аналогичным основаниям компания находится под санкциями Великобритании, Швейцарии, Австралии, Японии, Украины и Новой Зеландии.

## Собственники и руководство
100 % акций КТРВ принадлежит правительству России в лице Росимущества.
Генеральный директор — Борис Обносов.
Директора предприятия:
- Сорокин Николай Кузьмич (1942—1943 гг.)
- Горбунов Михаил Петрович (1943—1950 гг.)
- Аржаков Михаил Петрович (1950—1974)
- Беляков Вячеслав Александрович (1974—1987 гг.)
- Шаповалов Вячеслав Анатольевич (1987—1990 гг.)
- Жучков Николай Сергеевич (1990—1994 гг.)
- Яковлев Сергей Павлович (1994—2002 гг.)
- Бессонов Виктор Анатольевич (2001 по 2003 гг.)
- Обносов, Борис Викторович (2003 — н. в.)

В состав руководства корпорации также входят:
- первый заместитель генерального директора. По состоянию на июль 2019 — Ярмолюк Владимир Николаевич;
- совет корпорации, состоящий из руководителей входящих в АО КТРВ руководителей предприятий;
- совет директоров. По состоянию на июль 2019 в его состав входят:
  - Бочаров Олег Евгеньевич;
  - Гареев Тимур Махмутович;
  - Дмитриев Михаил Аркадьевич;
  - Ельчанинов Андрей Фёдорович;
  - Криворучко Алексей Юрьевич;
  - Михеев Александр Александрович;
  - Нагорный Игорь Анатольевич;
  - Обносов Борис Викторович;
  - Пилутти Алла Евгеньевна.

## Награды
- Почётный знак Российской Федерации «За успехи в труде» (20 января 2022 года) — за большой вклад в создание новой специальной техники, укрепление обороноспособности страны и высокие показатели в производственной деятельности[20].